# Fideus soba
Els fideus soba (そば o 蕎麦, «fajol») són uns fideus prims japonesos fets de fajol (soba és el terme japonès per aquest pseudocereal). Els fideus se serveixen freds dins de brou o salsa, o calents en una sopa de fideus. La varietat Nagano soba també inclou farina de blat.
Al Japó, els soba es poden trobar en diversos establiments, des de llocs de menjar ràpid fins a restaurants especialitzats cars. Els mercats venen els fideus secs i el men-tsuyu (salsa en què se submergeixen), o brou de fideus instantanis, per facilitar-ne la preparació casolana. Hi ha una gran varietat de plats, tant calents per a l'hivern com freds per a l'estiu, que fan servir aquests fideus.
Com que estan fets de fajol, la proteïna dels soba té un bon equilibri d'aminoàcids per a les necessitats dels humans i pot ser útil per complementar les deficiències d'aminoàcids d'altres aliments bàsics com l'arròs i el blat (vegeu combinació de proteïnes). La tradició de menjar soba va sorgir durant el període Edo.

## Història delssobaal Japó

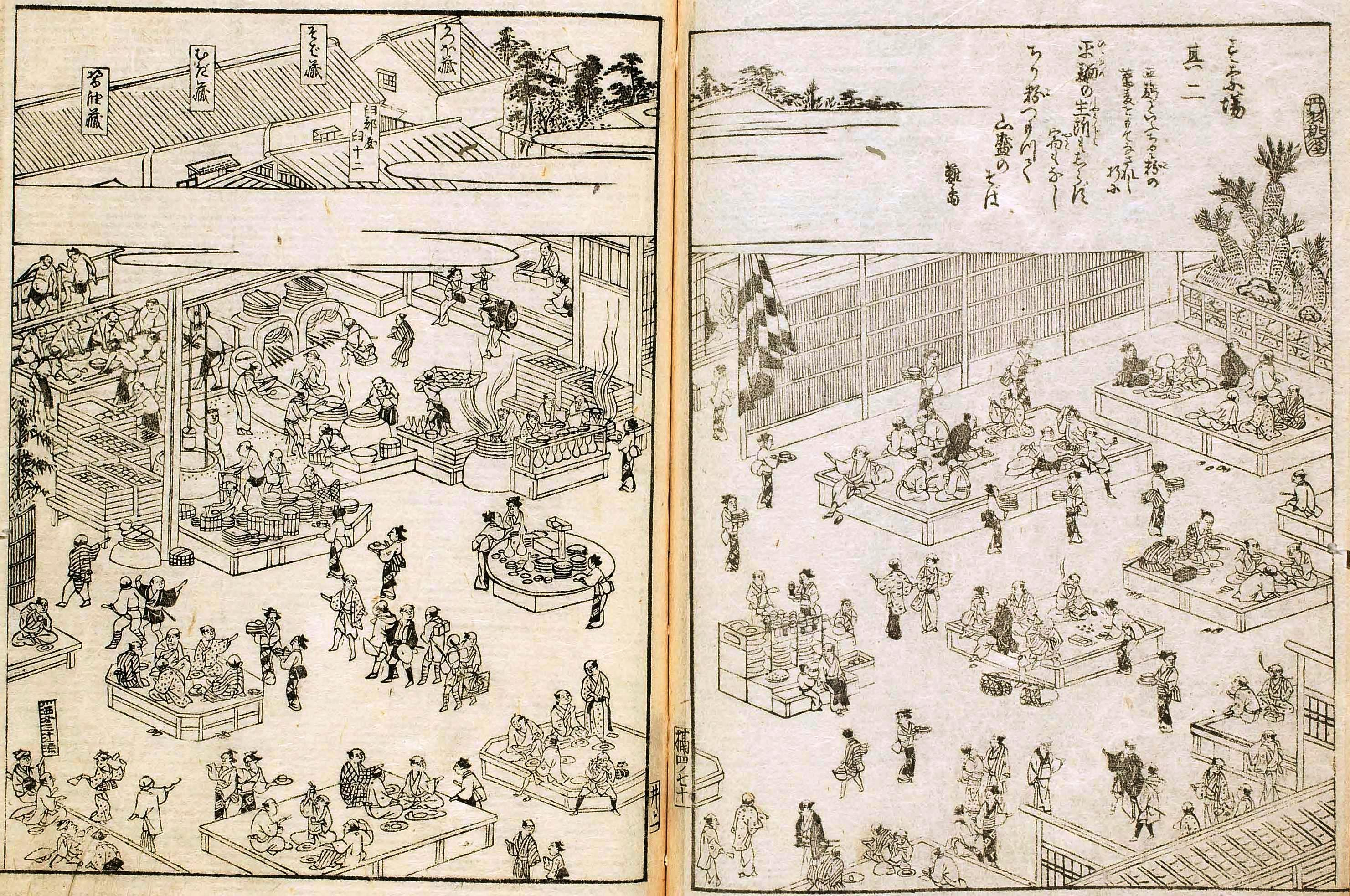
Sunaba, un famós restaurant de soba al Japó,

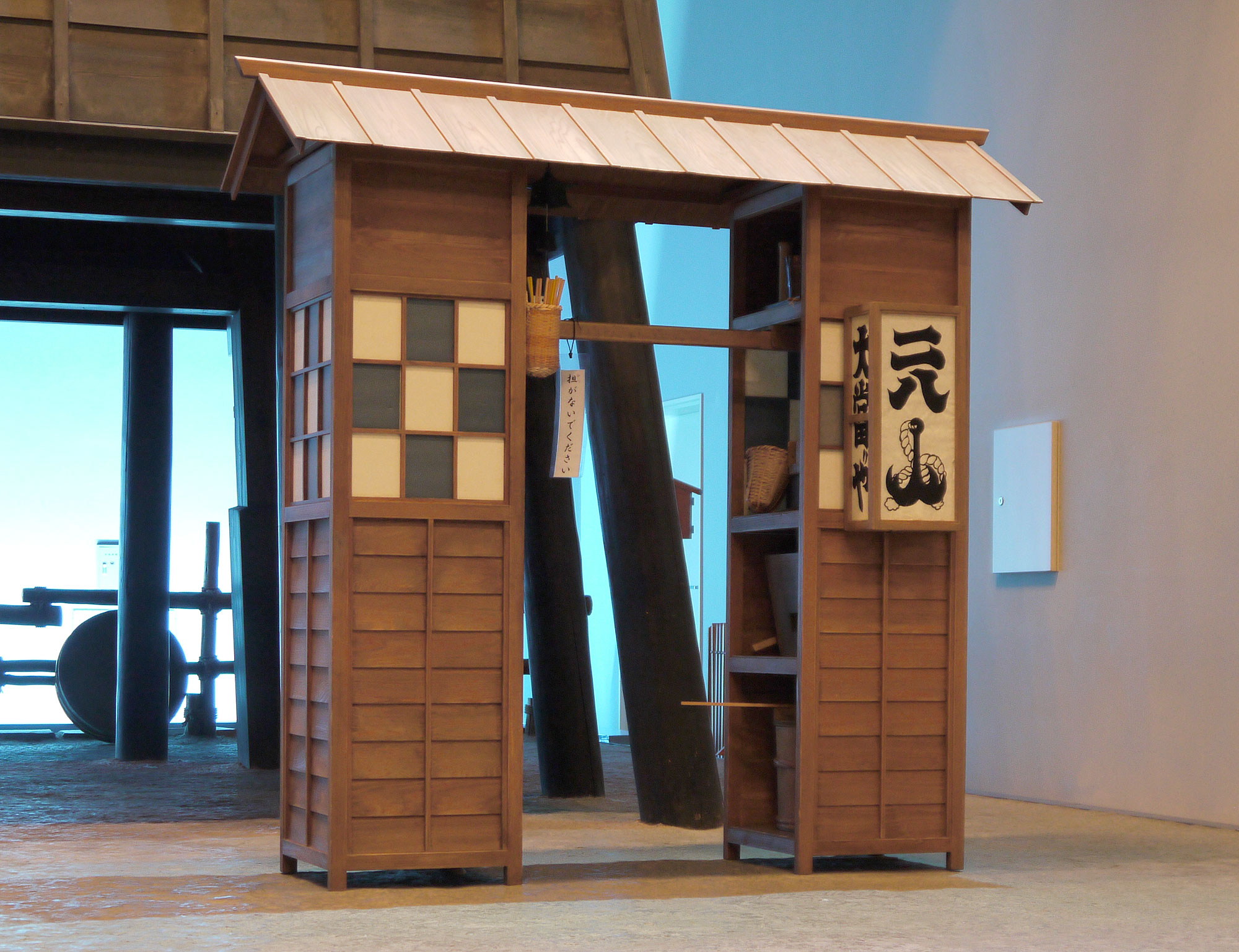
Rèplica de Yatai Edo

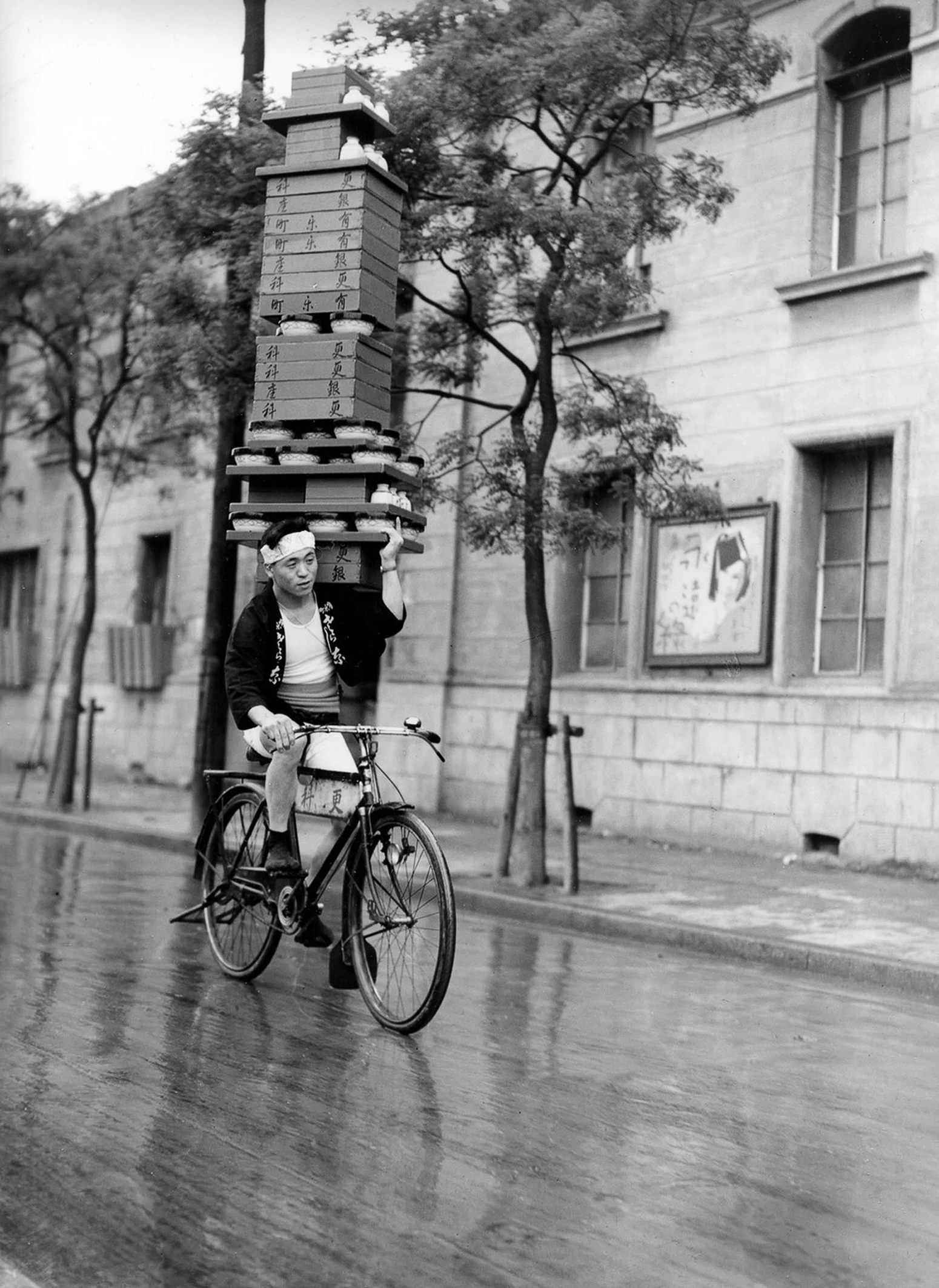
Repartidor de fideus soba a Tòquio, 1935

La tradició de menjar soba prové del període Tokugawa, també anomenat període Edo, de 1603 a 1868. A l'època Tokugawa, cada barri tenia un o dos establiments de soba, molts també servien sake, que funcionaven com els cafès moderns on els locals s'aturaven per a un àpat informal. En aquella època, la població d'Edo (Tòquio), sent considerablement més rica que els pobres rurals, eren més susceptibles al beriberi a causa del seu alt consum d'arròs blanc, que és baix en tiamina. Es va descobrir que el beriberi es podria prevenir menjant regularment soba rica en tiamina.
El lliurament de menjar anomenat demae va ser originalment un servei per als dàimio rics a la dècada de 1700. Fins a finals del període Shōwa, piles de bols de soba s'embalaven a les espatlles dels repartidors amb bicicleta. El març de 1961, les noves lleis de circulació en bicicleta van afegir restriccions. Els funcionaris del Departament de Policia Metropolitana de Tòquio van dir: «Anar en bicicleta amb munts de bols de soba a l'espatlla és perillós. S'ha de prohibir des del punt de vista de la seguretat viària. Però no hi posarem cap restricció més estricta, ja que perdrien més de la meitat dels seus clients» i «amb aquesta garantia policial de passar per alt la pràctica del trànsit il·legal, els repartidors de soba continuaran corrent pels carrers de Tòquio. Aquest mètode de lliurament de soba ja no es practica.
Alguns establiments, especialment els més econòmics i informals, poden servir tant soba com udon, ja que sovint se serveixen de manera similar. Els soba són els fideus tradicionals preferits pels habitants de Tòquio.

## Preparació delssoba

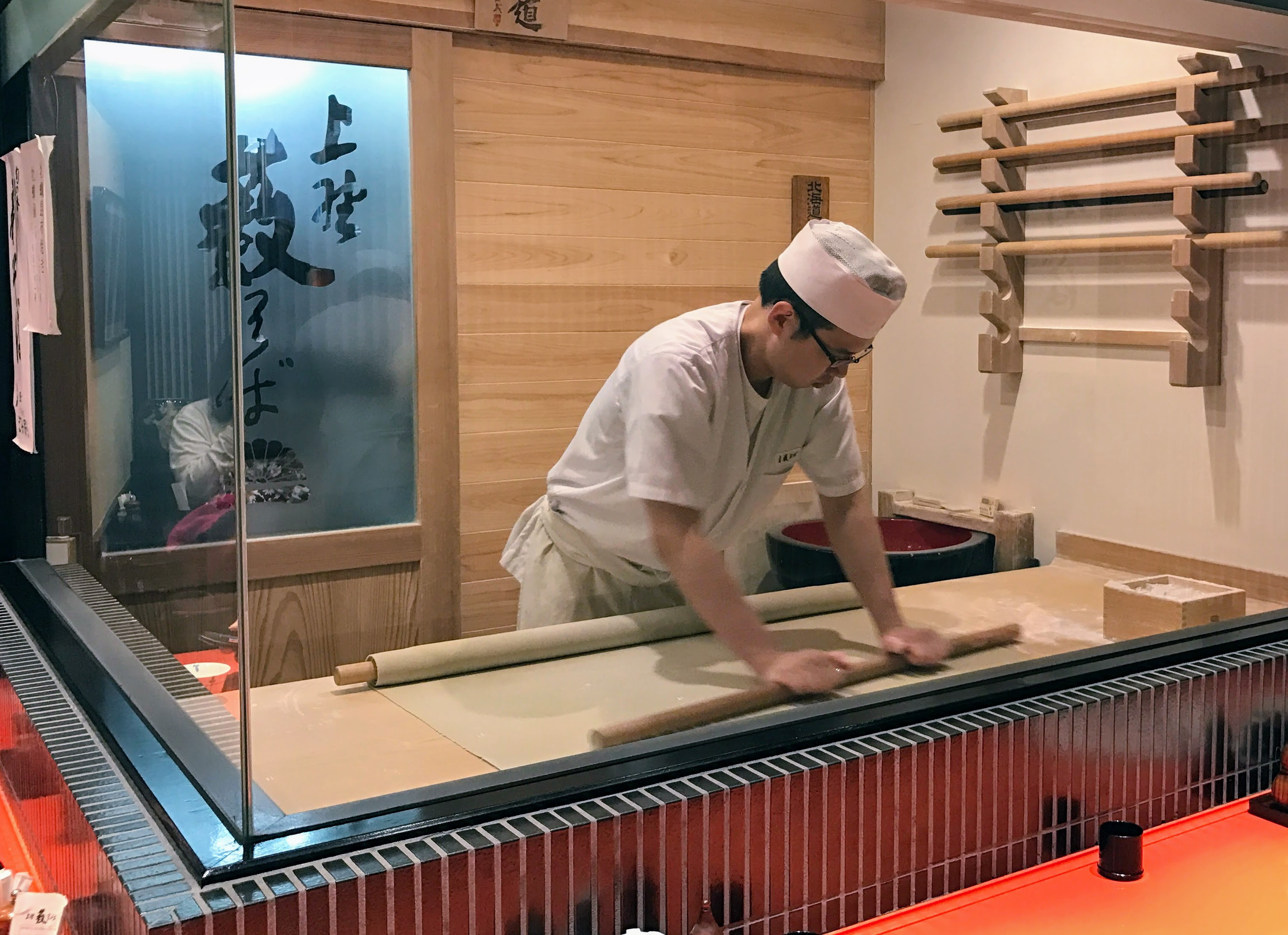
Enrotllant la massa per als fideus soba

Els soba es mengen normalment amb bastonets, i al Japó, es considera acceptable menjar-se els fideus i beure'n el brou fent soroll. Això és especialment comú amb els fideus calents, ja que el fet de treure els fideus ràpidament del recipient a la boca ajuda a refredar-los. Tanmateix, el consum silenciós de fideus ja no és estrany.

### Plats comuns desoba
Com molts fideus japonesos, els fideus soba se serveixen sovint escorreguts i freds a l'estiu, i calents a l'hivern amb un brou de dashi a base de soia. Es poden afegir complements addicionals tant als soba calents com als freds. Els complements es trien en funció de les estacions i per equilibrar-los amb altres ingredients. La majoria d'ingredients s'hi afegeixen sense gaire cocció, encara que algunes són fregides. La majoria d'aquests plats també es poden preparar amb fideus udon.

#### Plats desobafreds

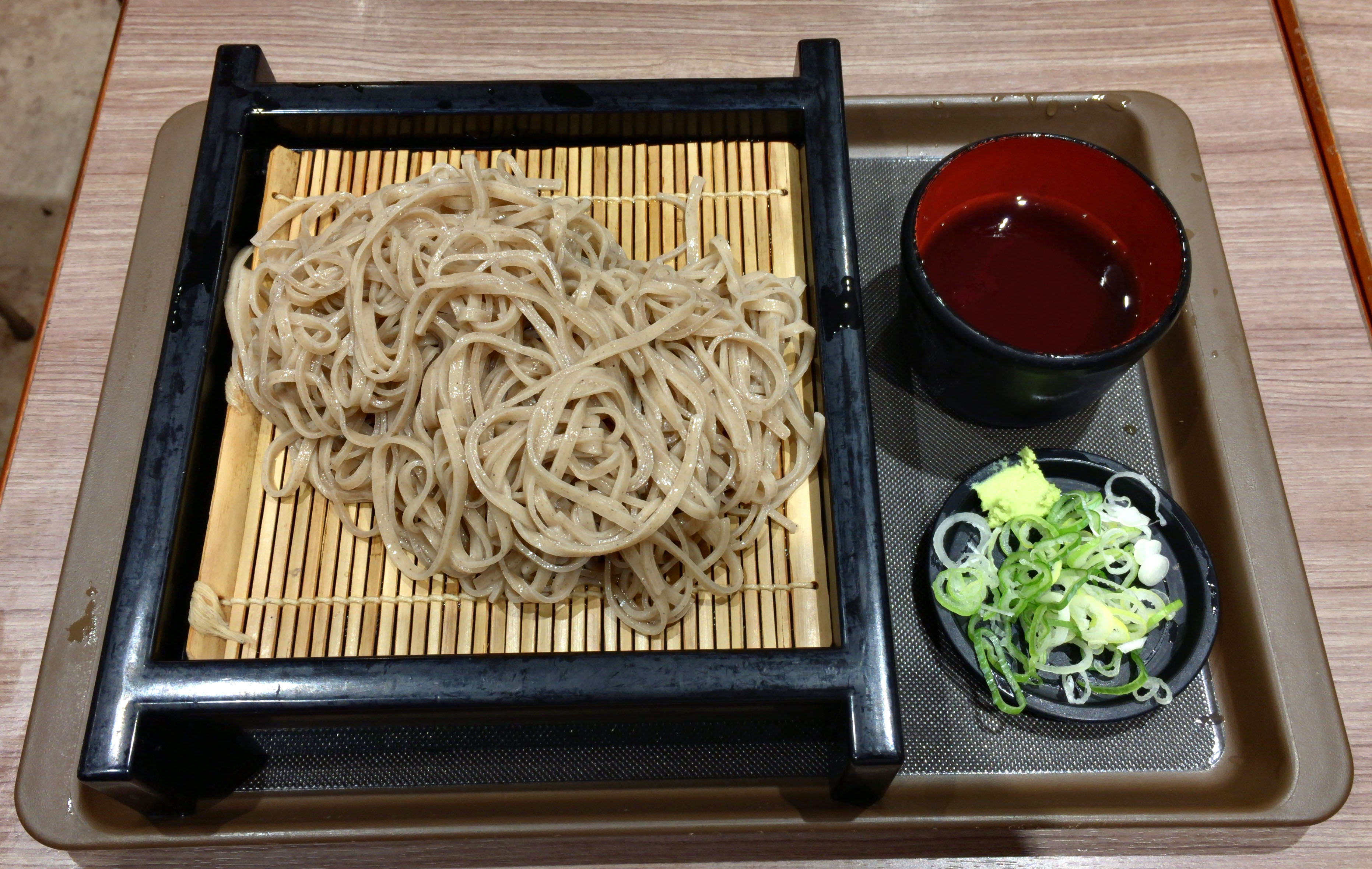
Mori soba

La soba freda se serveix sovint en una safata de bambú semblant a un garbell anomenada zaru, de vegades guarnida amb trossos d'alga nori seca, amb una salsa per submergir coneguda com a soba tsuyu al costat. El tsuyu està fet d'una barreja forta de dashi, salsa de soia ensucrada (també anomenada «satōjōyu») i mirin. Amb bastonets, el comensal agafa una petita quantitat de fideus soba de la safata i els submergeix al tsuyu fred abans d'ingerir-los. El wasabi i la ceba tendra sovint es barregen al tsuyu. Molta gent pensa que la millor manera d'experimentar la textura única dels fideus de soba fets a mà és menjar-los freds, ja que deixar-los en remull amb brou calent en canvia la consistència. Després de menjar els fideus, moltes persones gaudeixen bevent l'aigua en què s'han cuit els fideus (sobayu 蕎麦湯), barrejada amb el tsuyu sobrant.
- Hadaka soba (soba nua 裸蕎麦): soba freda servida sola.
- Hiyashi soba (冷やし蕎麦): soba freda servida amb diversos complements escampats per sobre. Després el comensal hi aboca el brou per sobre. Pot incloure:
  - tororo: puré de yamaimo (un nyam japonès amb una textura mucilaginosa)
  - oroshi: rave blanc ratllat
  - nattō: soia fermentada enganxifosa
  - okura: ocra fresca a rodanxes
- Mori soba (盛り蕎麦): fideus de soba freds bàsics servits en una cistella plana o un plat.[9]
- Soba maki: un makizushi preparat com a soba freda embolicat en nori.
- Amanida de soba: soba freda barrejada amb l'amaniment de sèsam amb verdures. És més aviat un plat de soba fred modern i de fusió que se serveix fora del Japó.
- Zaru soba (笊蕎麦): Mori soba cobert amb alga nori triturada.[9]

#### Plats desobacalents
Els soba també se serveix sovint com a sopa de fideus en un bol de tsuyu calent. El tsuyu calent en aquest cas és més lleuger que el que s'utilitza com a salsa pels soba freds. Les guarnicions populars són la ceba d'hivern a rodanxes i el shichimi tōgarashi (xili mixt en pols).
- Curri nanban: Karē nanban
- Haikara soba (ハイカラ蕎麦, soba moderna): Tanuki soba
- Kake soba 掛け蕎麦: soba calenta amb brou cobert amb ceba tendra a rodanxes fines i potser una llesca de kamaboko (pastís de peix).[11]
- Kamo nanban (鴨南蛮, ànec salvatge a la nanban (exòtic)): cobert amb carn d'ànec i ceba d'hivern.[12]
- Kitsune soba (きつね蕎麦, literaralment «soba de guineu») (en Kantō) o たぬき蕎麦Tanuki soba («soba de gos os rentador», en Kansai): cobert amb aburaage (tofu fregit).[13][14]
- Karē nanban (カレー南蛮, Soba de curri a la nanban (exòtic)): fideus soba calents (o udon) en brou amb gust de curri[12] coberts amb pollastre/porc i ceba tendra a rodanxes fines.
- Nameko soba なめこ蕎麦: Acabat amb bolets <i>nameko</i>
- Nishin soba 鰊(にしん)蕎麦: Acabat amb migaki nishin (身欠きニシン, arengada del pacífic seca)
- Sansai soba 山菜蕎麦 («soba de verdures de muntanya»): cobert amb sansai, o verdures silvestres com warabi, zenmai i takenoko (brots de bambú).
- Sobagaki 蕎麦掻き: Un tros de massa feta de farina de fajol i aigua calenta.
- Tanuki soba (たぬき蕎麦, literalment «soba d'ós rentador») (en Kantō) o Haikara soba ハイカラ蕎麦 (en Kansai): cobert amb tenkasu (trossos de pasta de tempura fregida).[13]
- Tempura soba 天麩羅蕎麦: Amb tempura, s'utilitza sovint una gamba grossa, però també són populars les verdures. Alguns dels venedors de soba utilitzen kakiage per a aquest plat i sovint s'anomena Tensoba.
- Tororo soba とろろ蕎麦 o Yamakake soba 山かけ蕎麦: Acabat amb tororo, el puré de yamaimo (un nyam japonès de textura mucilaginosa).
- Tsukimi soba 月見蕎麦 («soba que mira la lluna»): cobert amb ou cru, que es cou dins de la sopa calenta.[14]
- Wakame soba 若布蕎麦: Acabat amb algues wakame
- Yamakake soba 山かけ蕎麦: Tororo soba

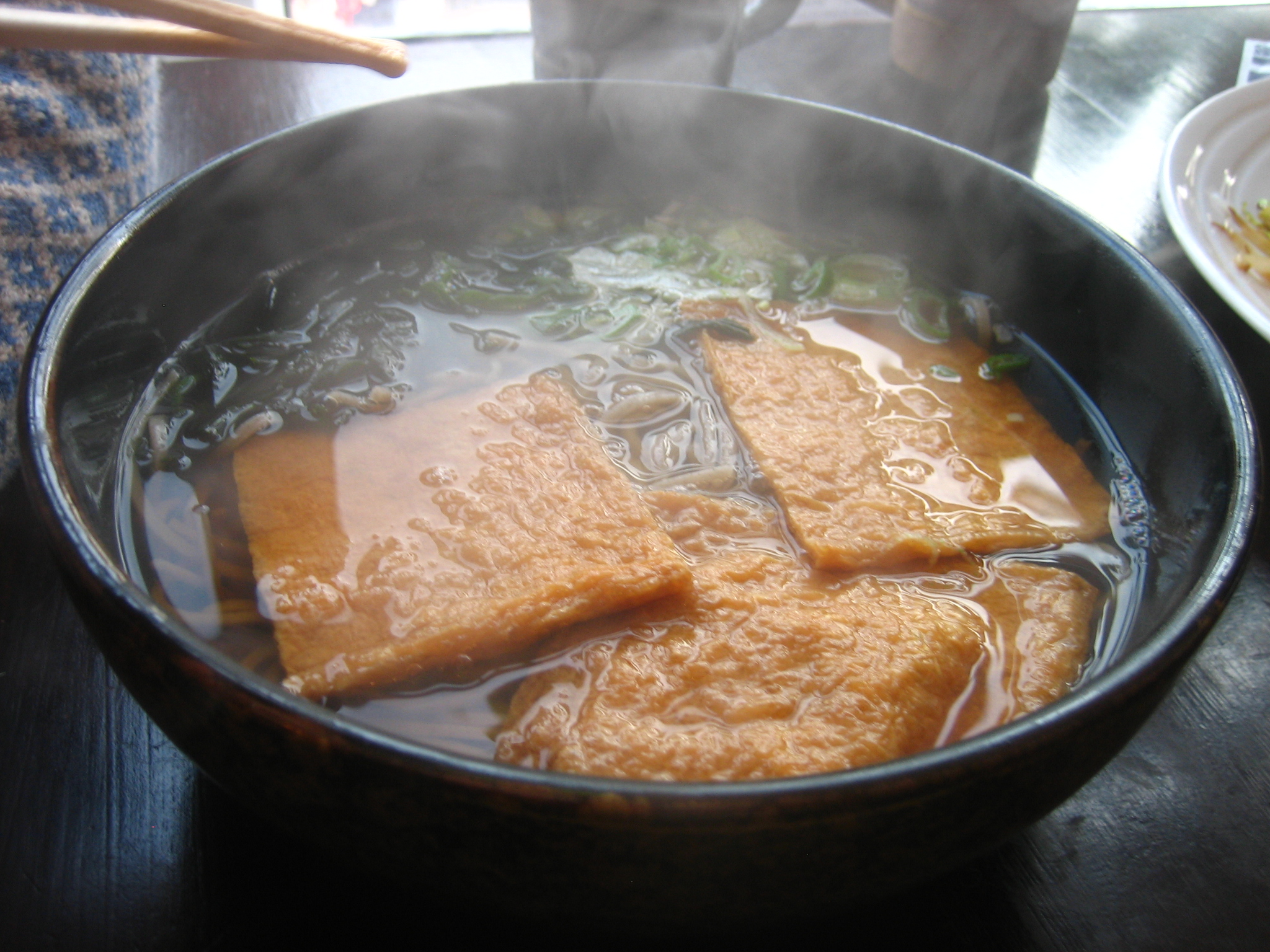
Kitsune soba a Brighton, East Sussex, Regne Unit (edat Abura)
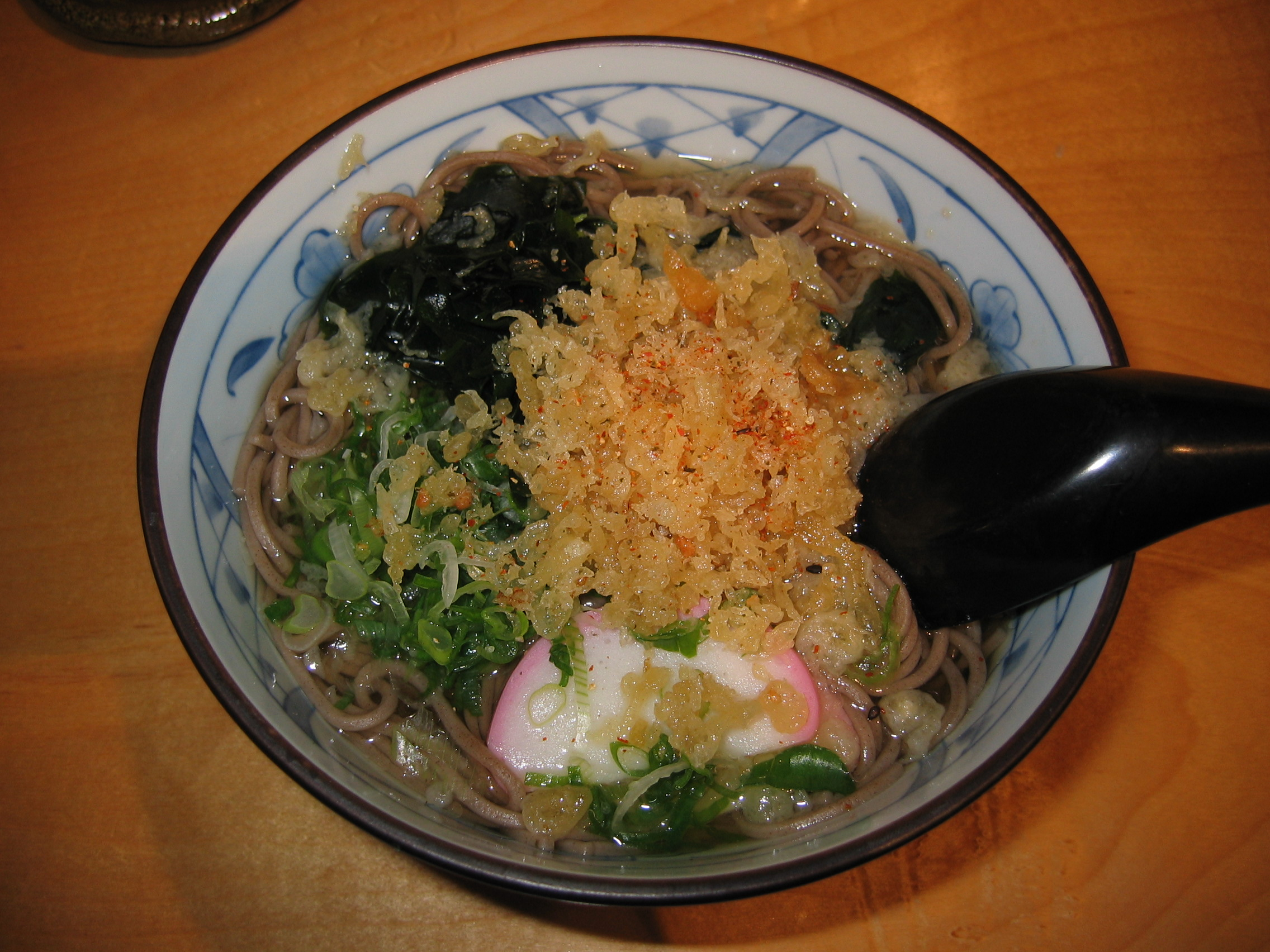
Tanuki soba a Cupertino, Califòrnia, EUA (Tenkasu)
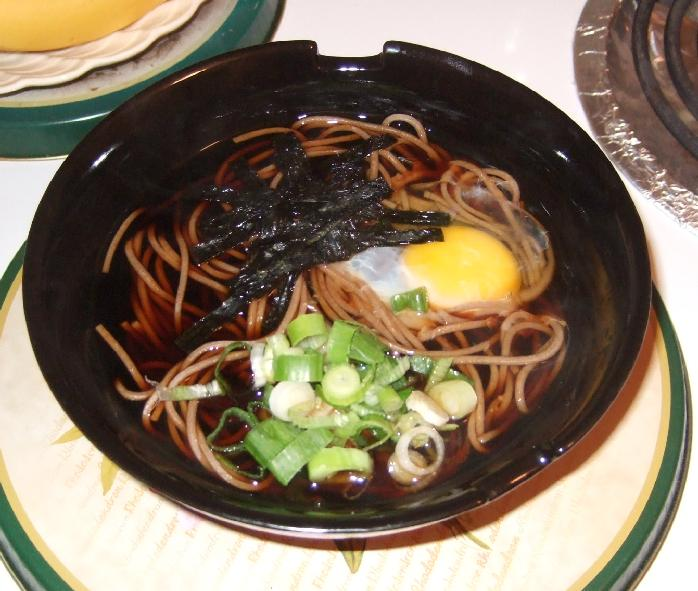
Tsukimi soba (ou cru)
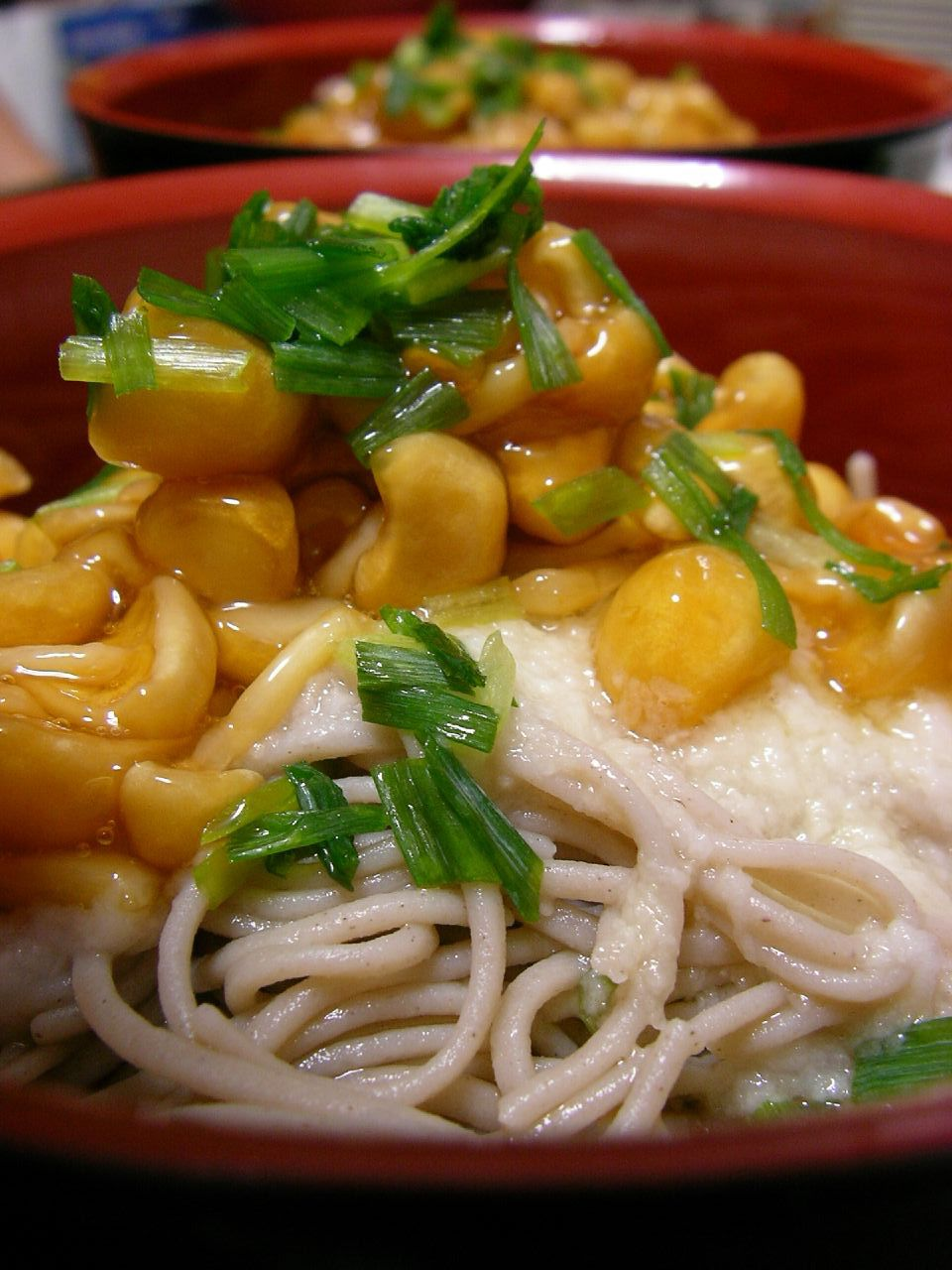
Nameko soba (Bolets Pholiota microspora)
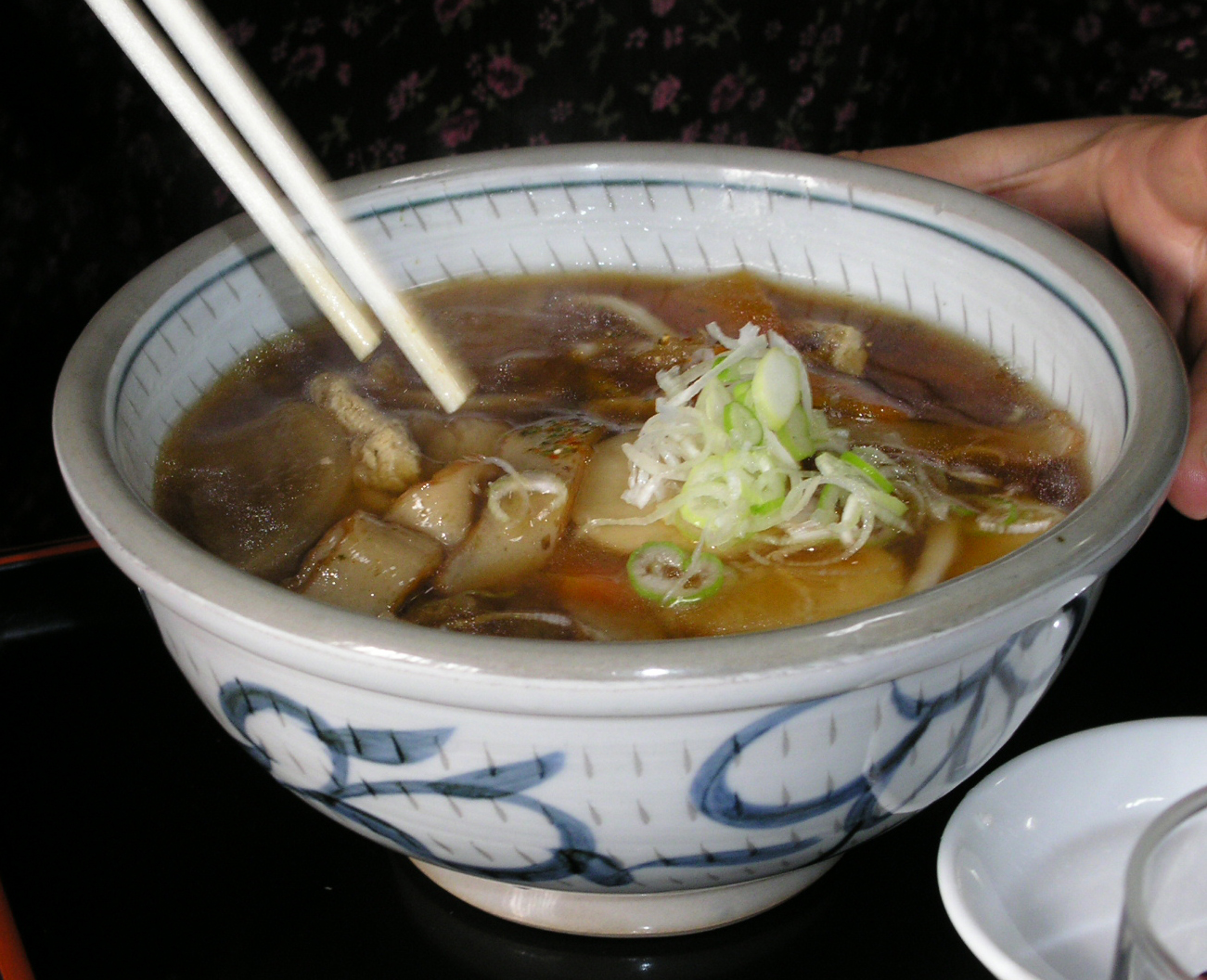
Kamonanban (ànec)
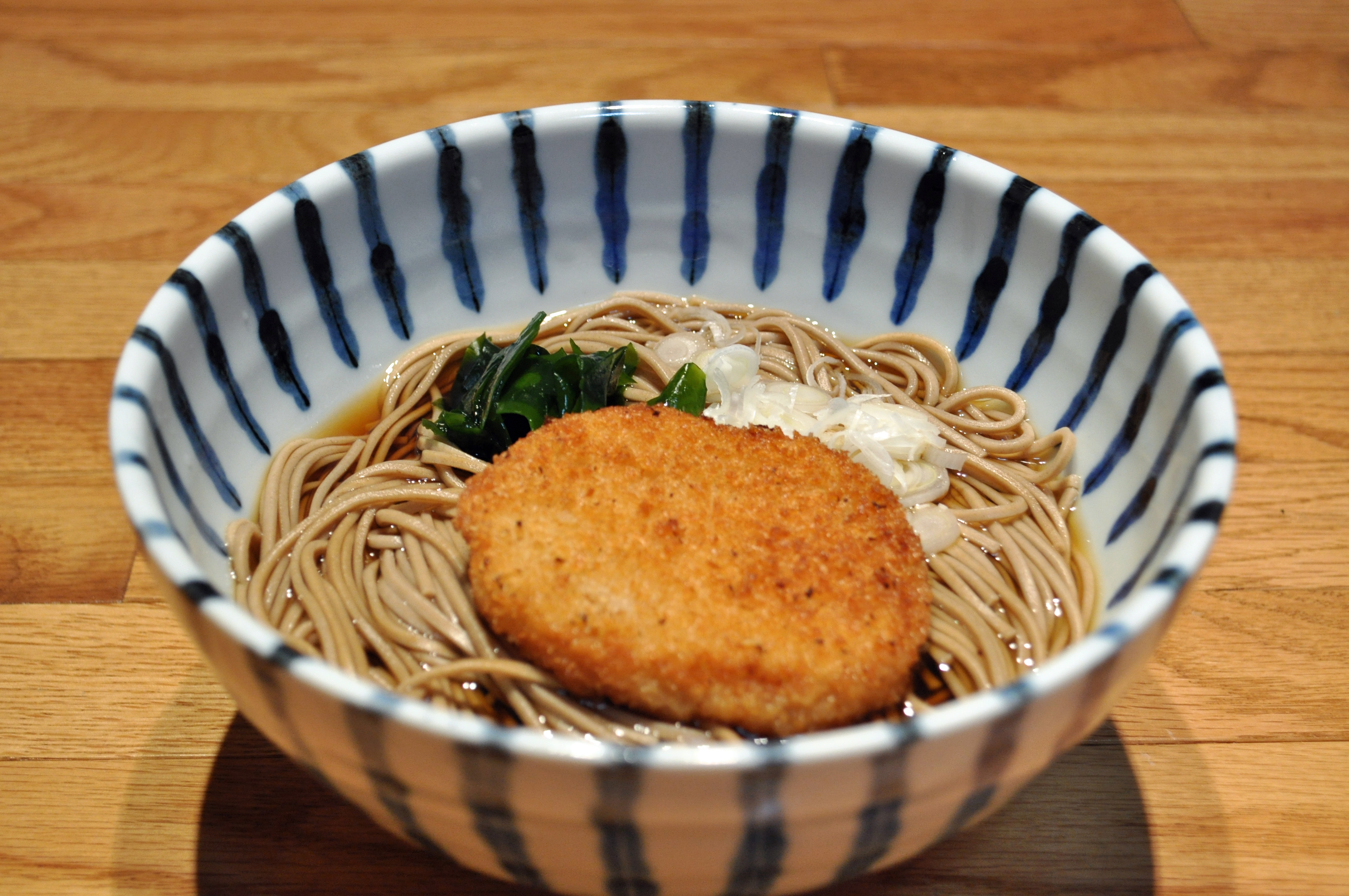
Korokke soba
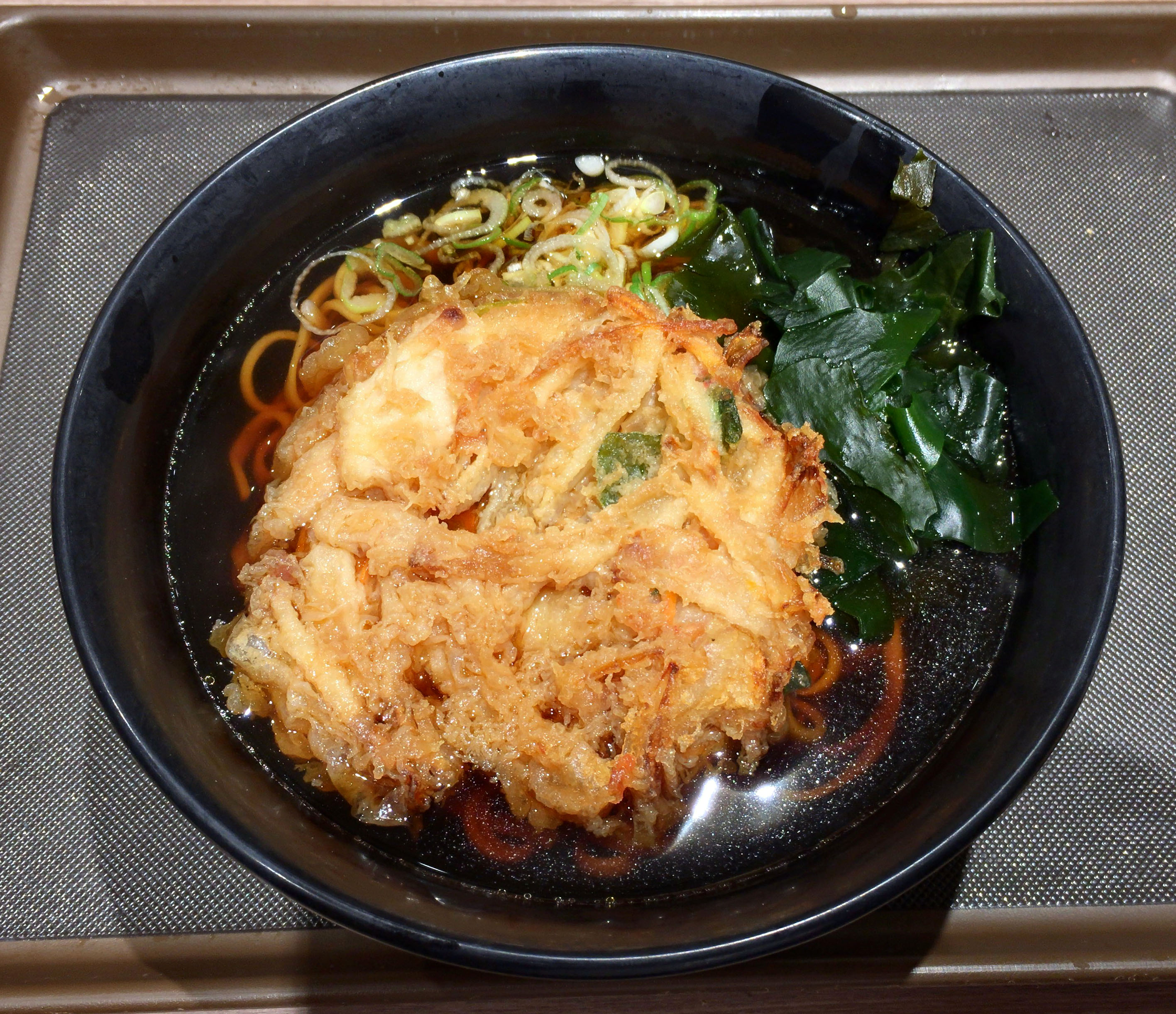
Tempura soba (Kakiage)

### Sobaservits en ocasions especials
Els soba es menja tradicionalment la nit de Cap d'Any a la majoria de zones del Japó, una tradició que perdura fins als nostres dies (Toshikoshi soba, «d'un any a l'altre»). A la zona de Tòquio també hi ha la tradició de donar soba als nous veïns després d'un canvi de casa (Hikkoshi soba), tot i que aquesta pràctica ara és poc habitual.

### Valor nutricional de lasoba
100 grams de soba cuita produeixen 99 kcal (410 kJ) d'energia. La soba conté els nou aminoàcids essencials, inclosa la lisina, que el blat comú no conté.
La soba contenen un tipus de polisacàrid que es digereix fàcilment. Els fideus de soba també contenen antioxidants, com rutina i quercetina, i nutrients essencials com colina, tiamina i riboflavina.

## Varietats de fideussobai tipus desobaal Japó

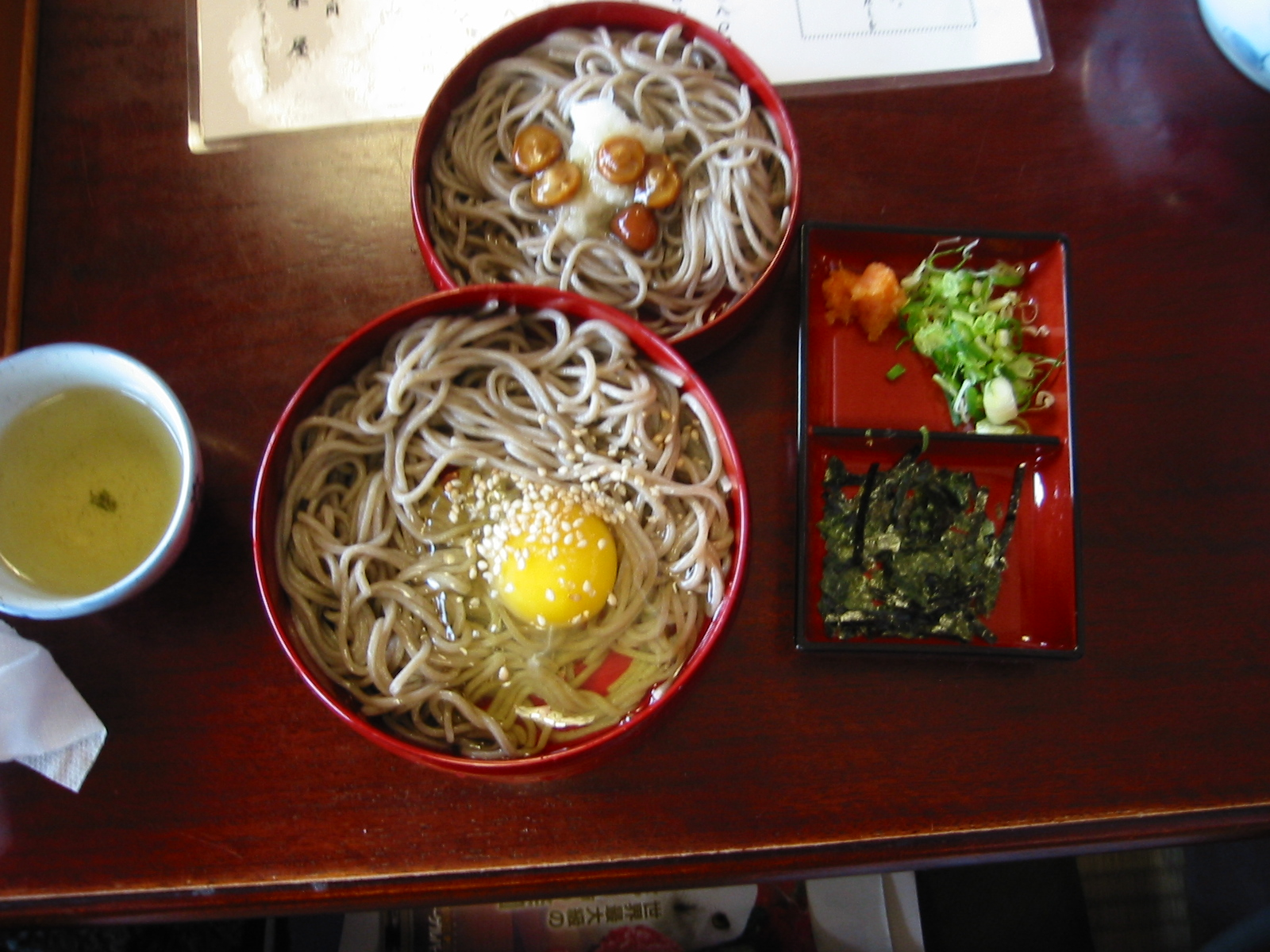
Izumo soba, que porta el nom d'Izumo, prefectura de Shimane

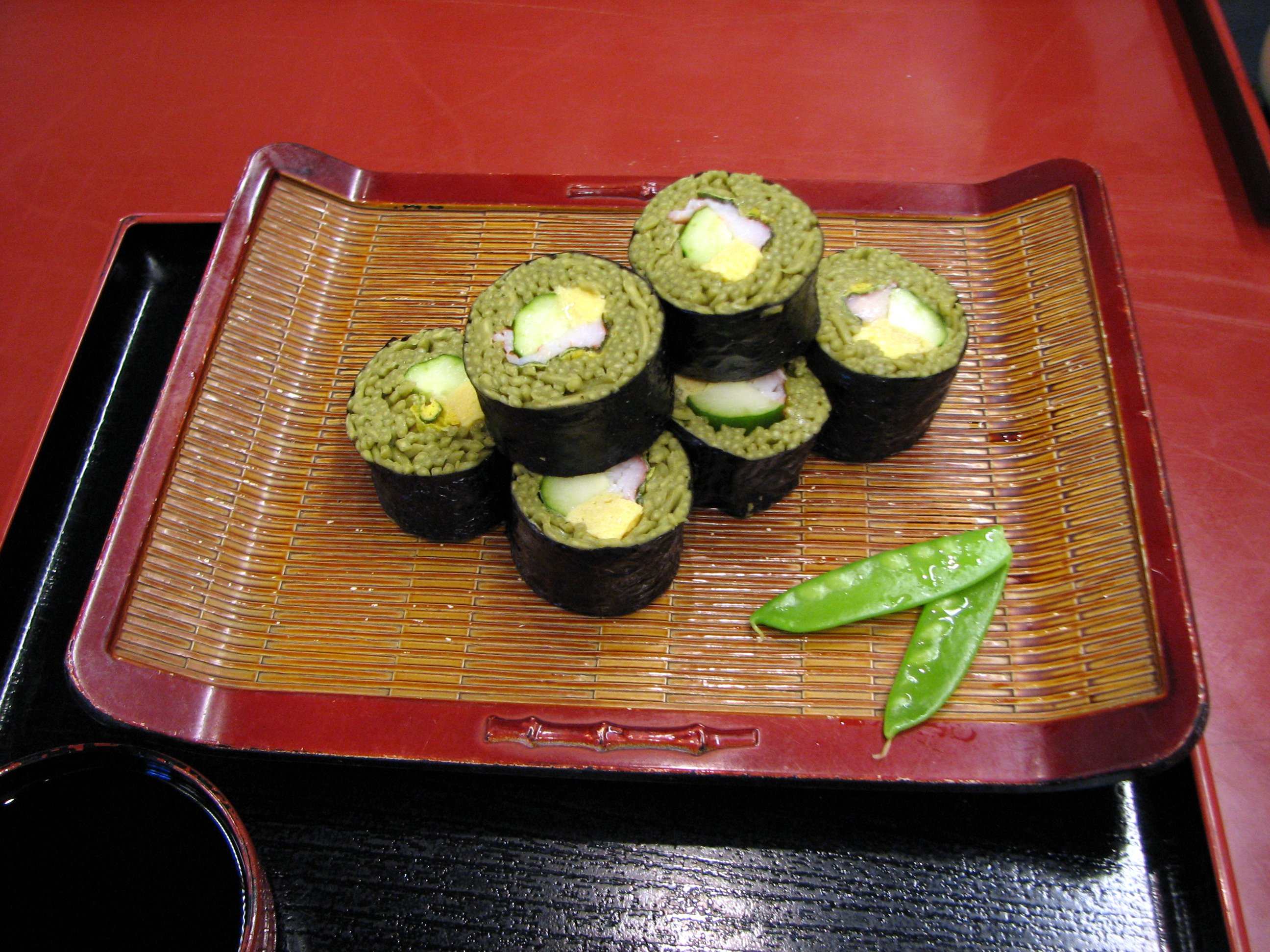
Makis de Cha-Soba

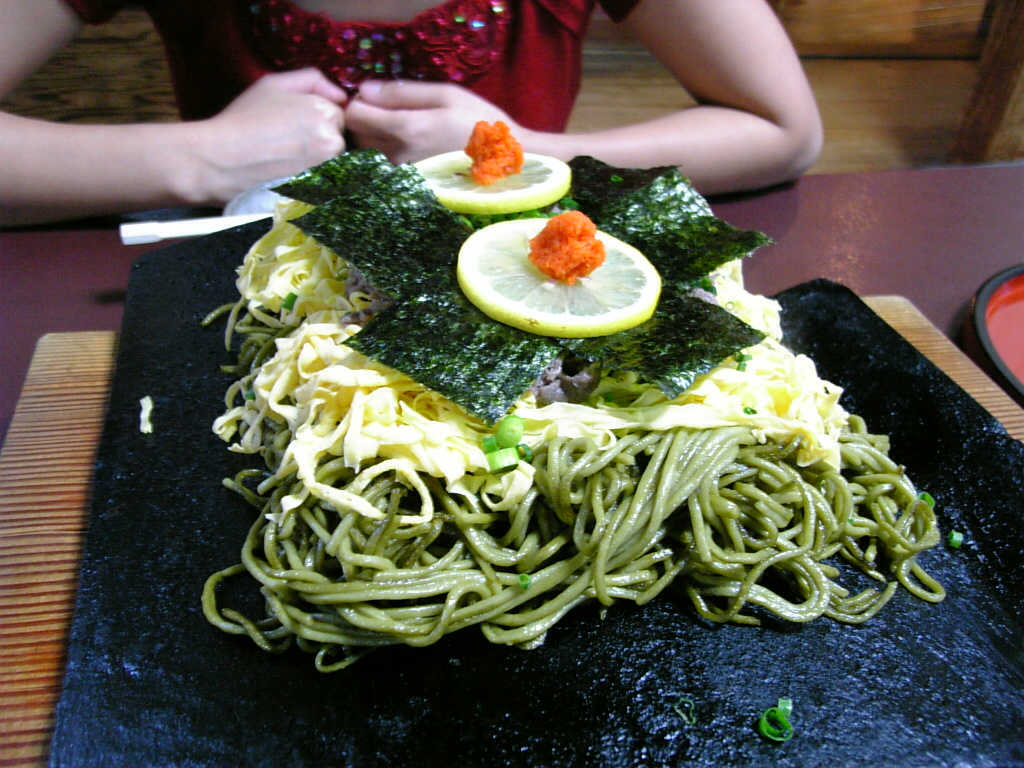
Kawara soba. Plat de Cha-Soba

El fajol està llest per a la collita en tres mesos, permetent quatre cultius a l'any, principalment a la primavera, l'estiu i la tardor. Al Japó, el blat sarraí es produeix principalment a Hokkaido. La soba que es fa amb blat sarraí acabat de collir s'anomena shin-soba. És més dolça i més gustosa que la soba normal.
La prefectura de Nagano és famosa per la soba. Els fideus es coneixen com a shinshu soba. Una de les raons d'aquesta popularitat és que Nagano té característiques naturals adequades per a la producció de soba. La terra té un sòl que conté un munt de cendra volcànica a causa de la seva ubicació a les terres altes. També té una diferència extrema de temperatures. Es poden trobar molts centres de producció de soba famosos a tota la prefectura, des de les terres altes de Kurohime i Togakushi al nord fins a les terres altes de Kaida al sud, i la prefectura compta amb la segona producció de soba més alta del Japó. Moltes instal·lacions també es dediquen a la fabricació integrada de soba, des del cultiu fins a la molta i el tall. Moltes d'aquestes instal·lacions ofereixen cursos de tall de soba per als clients, formant una de les principals activitats d'oci de Nagano. Els fideus de soba es produeixen barrejant farina de fajol amb una mica de farina de blat (per reduir la fragilitat), afegint aigua, barrejant, pastant, enrotllant i tallant. Com a norma general, només els fideus que contenen un 40% o més de farina de soba poden portar el nom de shinshu.

### Per lloc
- Etanbetsu soba: rep el nom de la regió central d'Hokkaido (Asahikawa)
- Izumo soba: rep el nom d'Izumo a Shimane
- Izushi soba: rep el nom d'Izushi a Hyōgo
- Shinshu soba: rep el nom de l'antic nom de la prefectura de Nagano. També conegut com a Shinano soba.

### Per ingredients
- Cha soba: aromatitzat amb matxa[18]
- Hegi soba: aromatitzat amb algues funori
- Inaka soba: «soba campestre», soba gruixuda feta amb blat sarraí sencer
- Jinenjo soba: aromatitzat amb farina de nyam salvatge[18]
- Ni-hachi soba: soba que conté un 20% de blat i un 80% de blat sarraí
- Sarashina soba: soba prima, de color clar, feta amb blat sarraí refinat
- Towari soba o Juwari soba: 100% soba de blat sarraí.
- Yomogi soba: aromatitzat amb artemisia

## Restaurants desoba

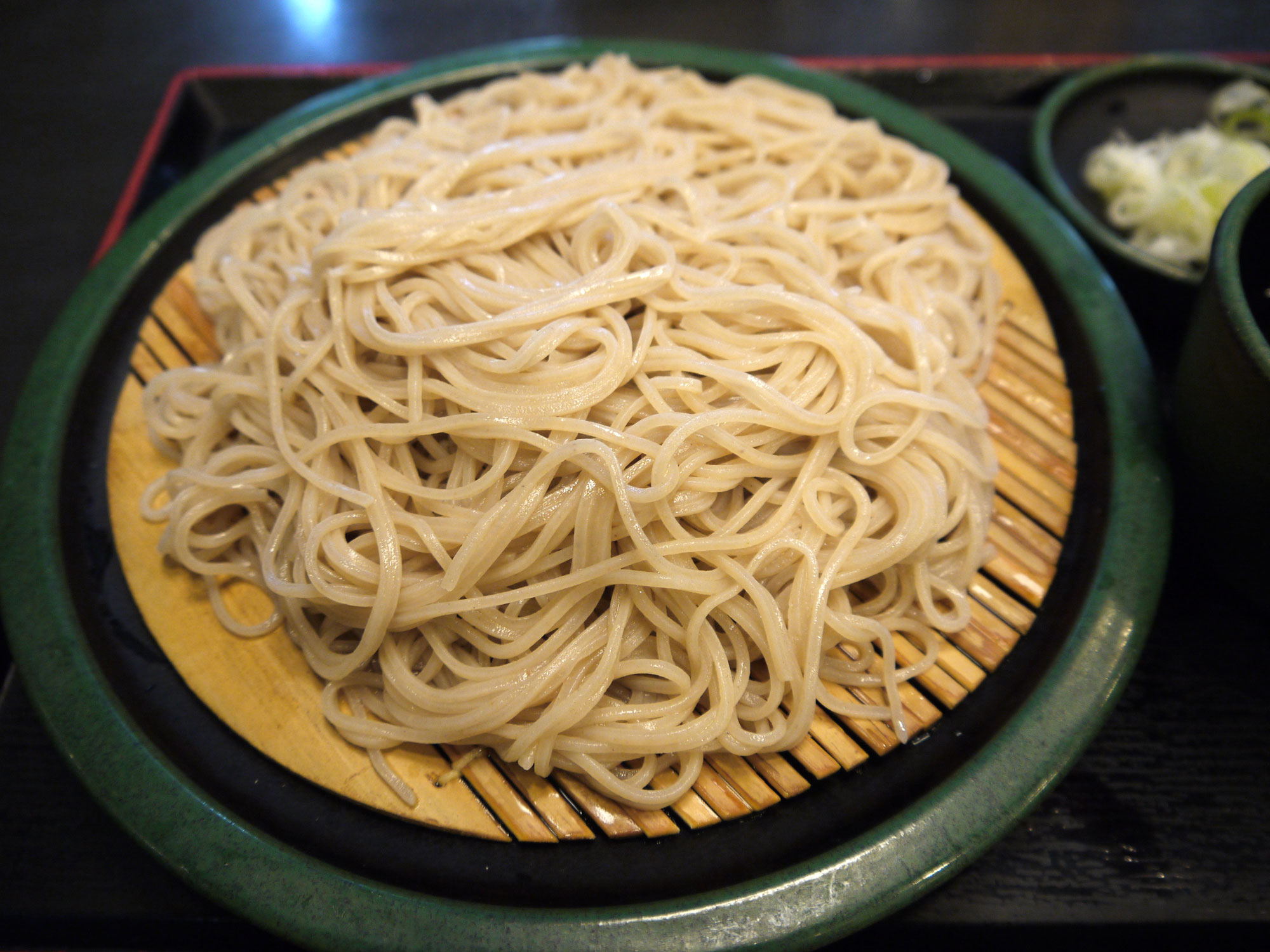
Zarusoba

Sunaba, Chōjyu-an, Ōmura-an, Shōgetsu-an, Masuda-ya, Maruka són els típics restaurants Yagō de soba al Japó (regió de Kantō), des de temps antics. Alguns restaurants disposen de servei de lliurament amb escúters (Honda Super Cub) o bicicletes.

A més, són un menjar ràpid de baix cost popular a les estacions de tren; on, principalment, els assalariats enfeinats utilitzen el servei.

## Altres usos de la paraulasoba

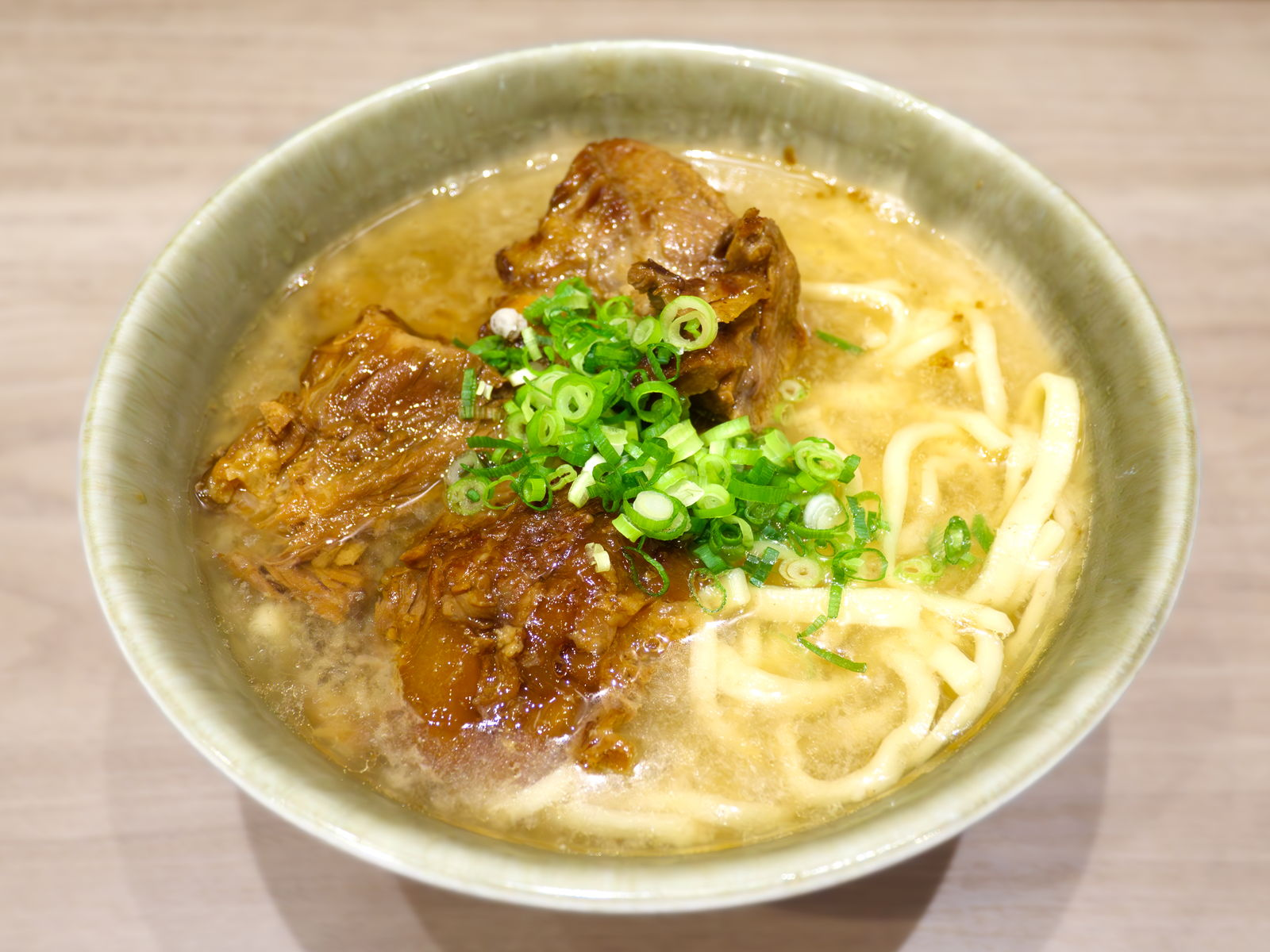
Soki soba: una variació de soba d'Okinawa'.

Soba és la paraula japonesa per al fajol (Fagopyrum esculentum). Els grans de blat sarraí torrats es poden convertir en un te de gra anomenat sobacha, que es pot servir calent o fred. Les clofolles de blat sarraí, o sobakawa (també anomenada sobagara), s'utilitzen per omplir els coixins. De vegades, les cerveses es fan amb blat sarraí torrat afegit com a aroma, i s'anomenen «soba ale».
Soba s'utilitza ocasionalment per referir-se als fideus en general. Al Japó, el ramen s'anomena tradicionalment chūka soba (中華そば) o, abans del final de la Segona Guerra Mundial, shina soba (支那そば). Tots dos signifiquen «fideus xinesos», tot i que la paraula shina va ser substituïda per chūka perquè els xinesos consideraven l'antic terme ofensiu. La chūka soba crua es sofregeix per fer yakisoba. El nom ramen és la pronunciació japonesa del lamian xinès (拉麺). La mazesoba (també anomenada abura soba o mazesoba de Taiwan) és un altre plat a base de ramen. Tingueu en compte que aquests fideus no contenen blat sarraí. En aquest context, els fideus soba pròpiament dits s'anomenen nihon soba (日本蕎麦, «soba japonès») en oposició a chūka soba.
A Okinawa, soba es refereix generalment al soba d'Okinawa, un plat completament diferent de fideus fets de farina, no de blat sarraí. Els soba d'Okinawa és també força popular a la ciutat de Campo Grande (Brasil), a causa de la influència dels immigrants japonesos (Okinawa). Es menja als mercats ambulants o en restaurants especials anomenats sobarias. El 2019, la recepta s'havia desviat de l'estil d'Okinawa per a adaptar-se a les preferències locals brasileres.